# Peter Blankenstein
Peter Blankenstein (Naarden, 29 oktober 1955) is een Nederlands acteur.
Blankenstein volgde een studie aan de pedagogische academie voor het basisonderwijs. Na het afstuderen had hij al interesse voor theater. Hij begon zijn carrière in het onderwijs. In de periode als leraar hield hij zich veel bezig met kindertoneel en later ook met theater voor volwassenen. Op 51-jarige leeftijd besluit hij zich volledig bezig bezig te houden met acteren. In 2007 speelde hij de rol van dokter Enden in de soapserie Goede tijden, slechte tijden. Ook speelde hij een rol in de films De eetclub, Alleen maar nette mensen en Alles is familie.

## Filmografie

### Film
- 2009: The Human Centipede (First Sequence) als Det. Voller
- 2010: De eetclub als Dokter
- 2011: The Human Centipede II (Full Sequence) als Alan
- 2012: Alleen maar nette mensen als Hoofdredacteur
- 2012: Alles is familie als Ambulancebroeder
- 2015: The Human Centipede III (Final Sequence) als Inmate 106
- 2015: Publieke Werken als Schuurman
- 2016: Brimstone als Ward Patton

### Televisie
- 2007-2008: Goede tijden, slechte tijden als Dokter Enden
- 2009: De hoofdprijs als Fotograaf
- 2019: Geub als Rutger van Bronkhorst